# Javor mléč
Javor mléč (Acer platanoides) je druh stromu z čeledi mýdelníkovité. Javor mléč je statný opadavý strom, dosahuje výšky 25 až 30 m. Dospělosti dosahuje jako solitér ve věku 20–30 let, v zápoji 30–40 let. Dosahuje většinou kratšího věku než 150 let, výjimečně 300 až 400 let.
Odborné druhové jméno platanoides – „platanovitý“ odkazuje na podobnost listů mléče s platanem.

## Název
Slovo mléč je odvozeno od mléčně bílé lepkavé kapaliny (latex, kaučuk), jež se vyskytuje mj. i u několika druhů javorů. Řapík po utržení listu mléčí, tedy vypouští onu lepkavou látku, aby tak zacelil poškozenou tkáň. Latex proudí ve speciálních kanálcích (mléčnicích) a má chladicí a obranný účel. Další české názvy jsou javor mléčný a javor Dieckův.

## Vzhled

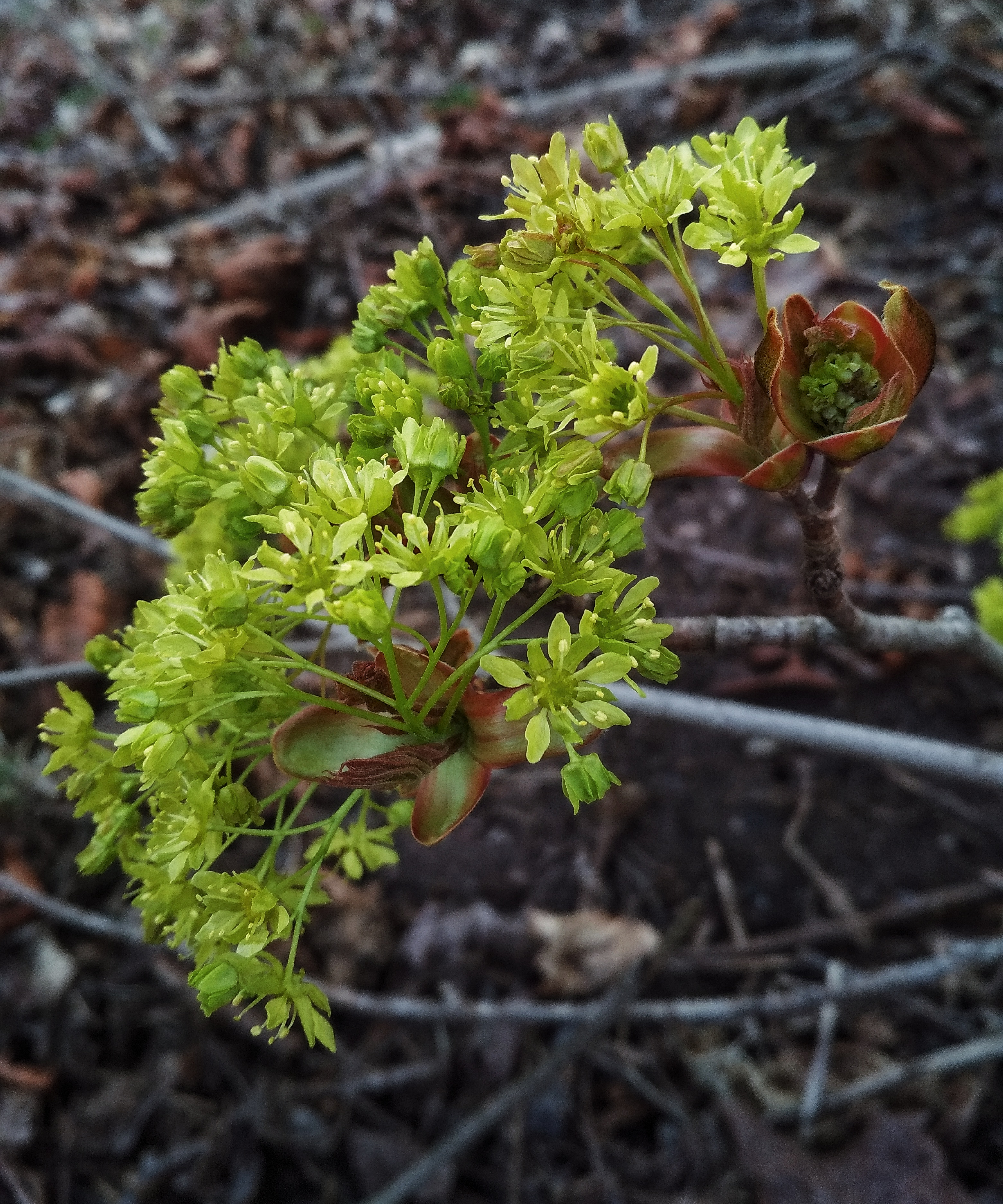
Javor mléč – květy

Koruna je většinou pravidelná, kulatá a široká. Listy jsou vstřícné, dlouze řapíkaté, asi 10–15 cm dlouhé a téměř stejně široké, s 5–7 nestejně velkými špičatými laloky s tupými zářezy, dlanitoklané, dolní laloky jsou zřetelně menší než přední, protažené v řadu velmi tenkých a dlouhých zubů. Barva na líci je svěže až tmavozelená, matná, na rubu je světlejší, občas i modravě zelená. Utržený řapík mléčí. Na podzim listy mění barvu na žlutou. Borka starších javorů je mírně popraskaná, neodlupčivá (na rozdíl od javoru klenu) a má tmavošedé zabarvení. Četné žlutozelené květy jsou uspořádány ve vzpřímených latnatých květenstvích. Rozkvétají dlouho před vyrašením listů a mizí až po olistění. Plody jsou dvounažky, jejichž křídla svírají tupý úhel. Kořenový systém je srdčitý, středně hluboko (pod 1 metr) kořenící, má kořeny dlouhé do 6 metrů.

## Výskyt
Javor mléč je hojný v listnatých lesích po celém území Česka, velmi často je pěstován v parcích. Vyskytuje se však po celé Evropě. Původně se vyskytoval ve střední a východní Evropě, jeho přírodní areál se rozkládá od jihovýchodu Norska až na východ do Ruska. Roste ale i ve střední Itálii a na Balkáně.
Na severovýchodě USA je javor mléč (nazývaný Norway maple – norský javor) považován za invazivní druh, ve státech New Hampshire a Massachusetts je tak např. zakázán prodej jeho sazenic.

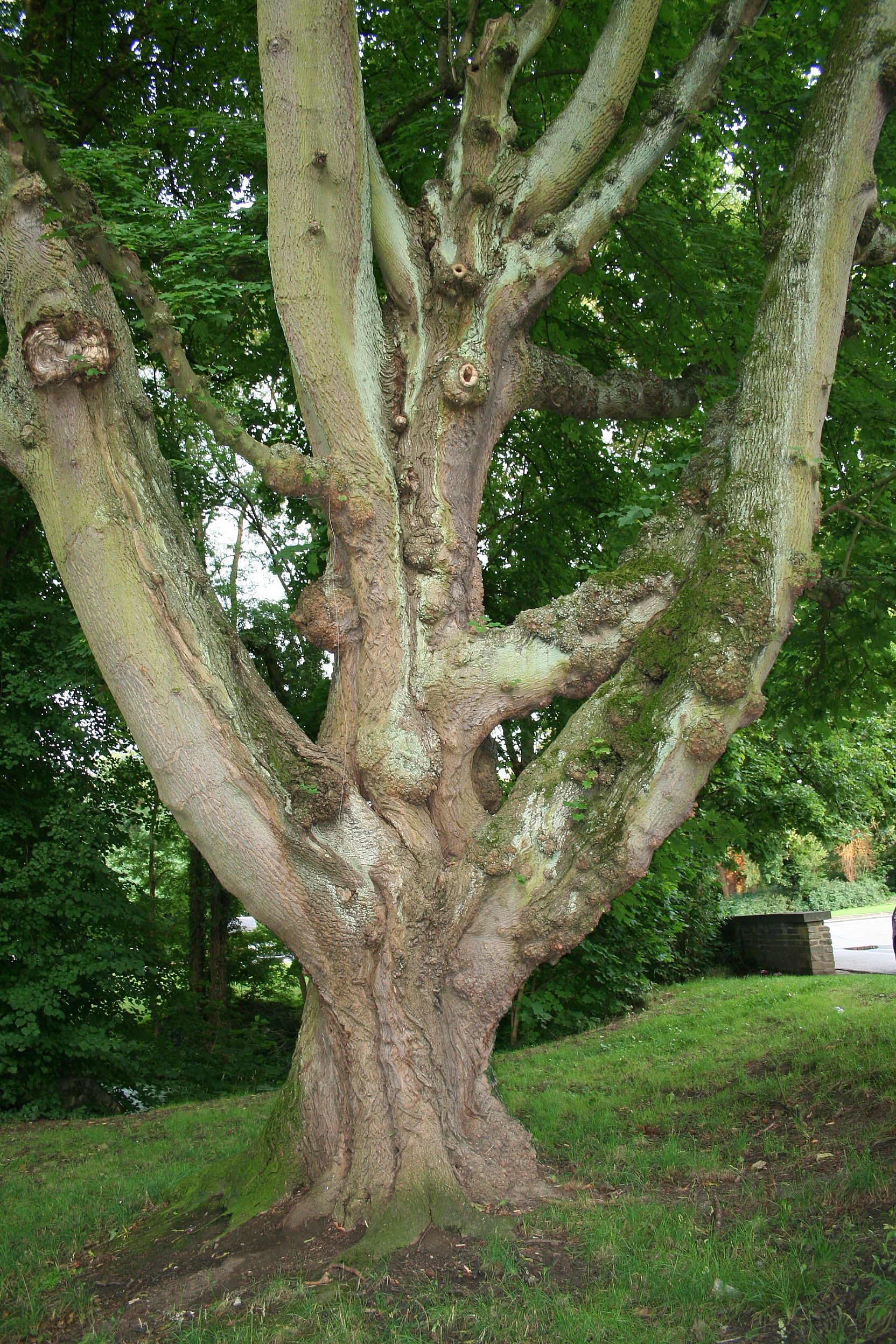
Kmen javoru mléče

## Památné stromy

### Stromy
- Javor v Nedomicích

### Aleje
- Kilometrovka
- Alej u minerálního pramene
- Alej u Veverských Knínic
- Alej v Krnově